# Nectandra belizensis
Nectandra belizensis là loài thực vật có hoa trong họ Nguyệt quế. Loài này được (Lundell) C.K. Allen miêu tả khoa học đầu tiên năm 1945.